# Hubert Miller
Hubert Gene Miller (ur. 24 lutego 1918 w Saranac Lake, zm. 18 listopada 2000) – amerykański bobsleista, złoty medalista mistrzostw świata.

## Kariera
Największy sukces w karierze Miller osiągnął w 1953 roku, kiedy wspólnie z Lloydem Johnsonem, Pietem Biesiadeckim i Josephem Smithem zwyciężył w czwórkach podczas mistrzostw świata w Garmisch-Partenkirchen. Był to jednak jego jedyny medal wywalczony na międzynarodowej imprezie tej rangi. W 1952 roku wystartował na igrzyskach olimpijskich w Oslo, zajmując dziewiąte miejsce w czwórkach. W tej samej konkurencji był też dziewiętnasty na rozgrywanych cztery lata później igrzyskach w Cortinie d’Ampezzo. Miller był też żołnierzem. Brał udział w II wojnie światowej, wojnie koreańskiej i wojnie wietnamskiej. Za udział w lądowaniu w Normandii został odznaczony Krzyżem Wybitnej Służby (ang. Distinguished Service Cross). Po zakończeniu wojny ukończył studia prawnicze i wstąpił do biura Judge Advocate General's Corps (JAG). Z wojska odszedł w 1975 roku w stopniu pułkownika.